# From Hetty To Nancy
From Hetty To Nancy er en dansk eksperimentalfilm fra 1997 med instruktion og manuskript af Deborah Stratman.

## Handling
Omkring århundredeskiftet foretog tre engelske kvinder og fire skolepiger en ekskursion gennem det barske islandske landskab. Én af kvinderne, Hetty, beskrev rejsen i daglige breve til veninden Nancy. Disse breve og uddrag af videnskabelige journaler beskriver samtidige scenarier på Island. Filmen vender tilbage til den romantiske tid, hvor videnskabelig og litterær prosa stadig delte et fælles sprog.